# Fiebre hemorrágica con síndrome renal
La fiebre hemorrágica con síndrome renal (FHSR, HFRS por sus siglas en inglés) es un grupo de enfermedades clínicamente similares causadas por especies de hantavirus de la familia Hantaviridae. También se conoce como fiebre hemorrágica coreana, fiebre hemorrágica epidémica, y nefropatía epidémica. Las especies que causan FHSR incluyen los virus Hantaan, Dobrava-Belgrade, Saaremaa, Seoul, Puumala y otros hantavirus. Se encuentra en Europa, Asia y África. De estas especies, el virus del río Hantaan y el virus Dobrava-Belgrade causan la forma más grave del síndrome y tienen las más altas tasas de morbilidad.
Tanto la fiebre hemorrágica con síndrome renal (FHSR) como el síndrome pulmonar por hantavirus (SPH) parecen ser inmunopatológicos y los mediadores inflamatorios son importantes en la causa de las manifestaciones clínicas.

## Signos y síntomas
Los síntomas de la FHSR por lo general se desarrollan dentro de 1 a 2 semanas después de la exposición a material infeccioso, pero en casos raros, pueden tardar hasta 8 semanas en desarrollarse. Los síntomas iniciales comienzan repentinamente e incluyen dolores de cabeza intensos, dolor abdominal y de espalda, fiebre, escalofríos, náuseas y visión borrosa. Los individuos pueden tener enrojecimiento de la cara, inflamación o enrojecimiento de los ojos, o una erupción cutánea. Los síntomas posteriores pueden incluir presión arterial baja, shock agudo, pérdida vascular e insuficiencia renal aguda, lo que puede causar una sobrecarga de líquidos grave.
La gravedad de la enfermedad varía dependiendo del virus que causa la infección. Las infecciones por los virus Hantaan y Dobrava suelen causar síntomas graves, mientras que las infecciones de los virus Seúl, Saaremaa, y Puumala son por lo general más moderadas. La recuperación completa puede tardar semanas o meses.

## Epidemiología
La FHSR es principalmente una enfermedad eurasiática, mientras que el SPH parece estar confinado a las Américas. La distribución geográfica está directamente relacionado con los roedores indígenas hospedadores y los virus que coevolucionaron con ellos.